# Polygala sinaloae
Polygala sinaloae är en jungfrulinsväxtart som beskrevs av Joseph Blake. Polygala sinaloae ingår i släktet jungfrulinssläktet, och familjen jungfrulinsväxter. Inga underarter finns listade i Catalogue of Life.